# 黄梅院 (恵那市)
香林山　黄梅院（おうばいいん）は、岐阜県恵那市串原木根にある十一面観世音菩薩を本尊とする曹洞宗の寺院。山号は香林山。恵那三十三観音霊場十七番。

## 歴史
創建年月不詳、開山・開基不明。串原唯一の寺院で串原遠山氏の位牌が祀られていた菩提寺であったと伝わる。
天正2年(1574年)、武田勝頼の東濃侵攻の際に恵那郡の寺社は悉く兵火にかかり焼失した。
江戸時代になると串原遠山氏は旗本の明知遠山氏の家老となり、串原村は岩村藩領となった。
寛永9年（1632年）3月3日、岩村の盛巌寺の寶山文鐘が、岩村藩主松平乗寿の帰依を受け、往年の寺地に中興を果たした。
この時、斎地として田を一反五畝・畑を一反三畝が寺の付属地として許された。
「元禄指出帳」によると、以下のとおりである。
「香林山」「黄梅院」と刻まれた二本の石柱の立つ小径を登り、鐘楼をくぐって本堂への石段の脇に梅の古木がある。周りを山林に囲まれた形の良い四角錐の屋根の本堂には、本尊の十一面観音が祀られている。

## 寺宝
恵那市の文化財に指定されている涅槃図を所蔵する。